# Duane Thompson
Duane Thompson (28 de julio de 1903-15 de agosto de 1970) fue una actriz cinematográfica estadounidense de la época del cine mudo de Hollywood. 
Su verdadero nombre era Duane Maloney, y nació en Red Oak, Iowa. Se trasladó a Hollywood a comienzos de los años veinte para hacer una carrera como actriz. Su primer papel llegó en 1921, trabajando junto a Vernon Dent y Violet Joy en Up and at 'em. Su siguiente actuación fue en 1923, cuando protagonizó Hot Water con Neal Burns. Ese filme facilitó que le ofrecieran papeles con regularidad, llegando a interpretar ese año cuatro títulos. Desde 1923 a 1929 Thompson trabajaría en treinta y siete películas, a las que hay que sumar otras tres en las que no aparecía en los títulos de crédito. En 1925 fue una de las trece chicas elegidas en la lista de las "WAMPAS Baby Stars", junto a la futura leyenda de Hollywood June Marlowe. 
Sin embargo, al igual que otras muchas estrellas del cine mudo, la llegada del cine sonoro frenó su carrera. Incapaz de hacer la transición con éxito, no tuvo más ofertas cinematográficas hasta el año 1937, cuando hizo un pequeño papel en Hollywood Hotel. Tras esta película se retiró, asentándose en Los Ángeles, California, donde vivió hasta el momento de su fallecimiento el 15 de agosto de 1970. 